# Juanfran (football, 1985)
Pour les articles homonymes, voir Juanfran et Belén.
Juanfran, de son nom de naissance Juan Francisco Torres Belén, né le 9 janvier 1985 à Crevillent, est un footballeur international espagnol évoluant au poste de défenseur droit.

## Biographie

### Carrière en club

#### Real Madrid CF
Né à Crevillent, Juanfran est formé au Real Madrid CF avec lequel il passe par toutes les catégories junior et passe pro en 2004. Il reste une seule saison, jouant 7 matchs. Pour sa deuxième saison, il est prêté à l'Espanyol de Barcelone où la concurrence est moins rude qu'au Real.

#### Espanyol de Barcelone
Juanfran commence sa saison sur le banc des remplaçants et joue son premier match en Copa del Rey contre le Málaga CF (victoire 3-1). Il obtient une place de titulaire, disputant 30 matchs et marquant deux buts. Juanfran remporte également la Copa del Rey, son premier trophée en carrière.

#### CA Osasuna
À la suite de son prêt à l'Espanyol, il rejoint le CA Osasuna avec lequel il joue pendant toutes ses saisons en tant que titulaire, cumulant 166 matchs et 14 buts. Au milieu de la saison 2010-2011, il signe à l'Atlético de Madrid.

#### Atlético de Madrid

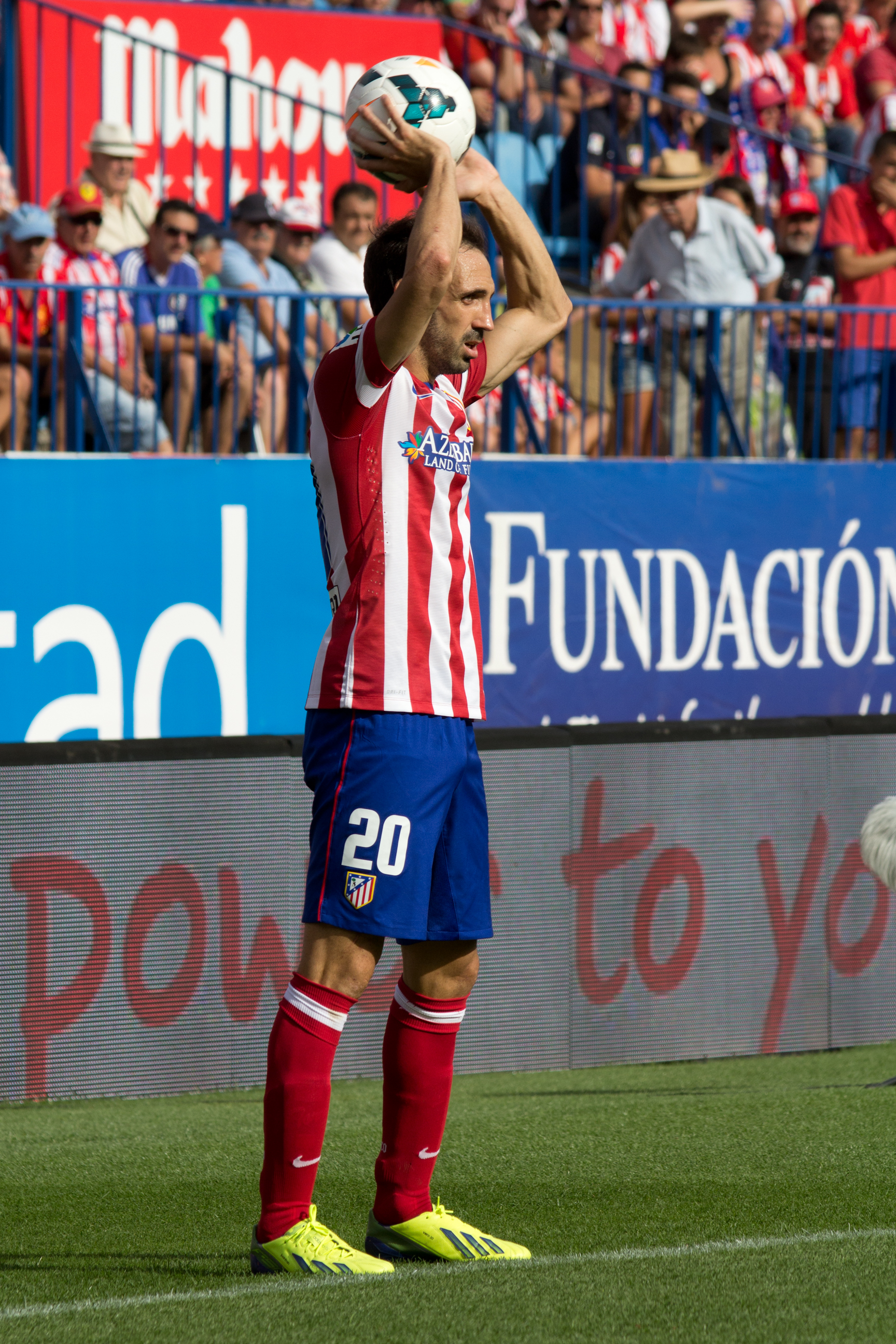
Juanfran effectuant une touche.

Juanfran signe à l'Atlético de Madrid pour quatre ans et demi en janvier 2011.
Il commence sa saison avec des titularisations notamment en Ligue Europa en Championnat d'Espagne de football et en Copa del Rey et finalement en fin de saison ses efforts et ceux de son club lui valent de remporter la Ligue Europa contre l'Athletic Club en finale.

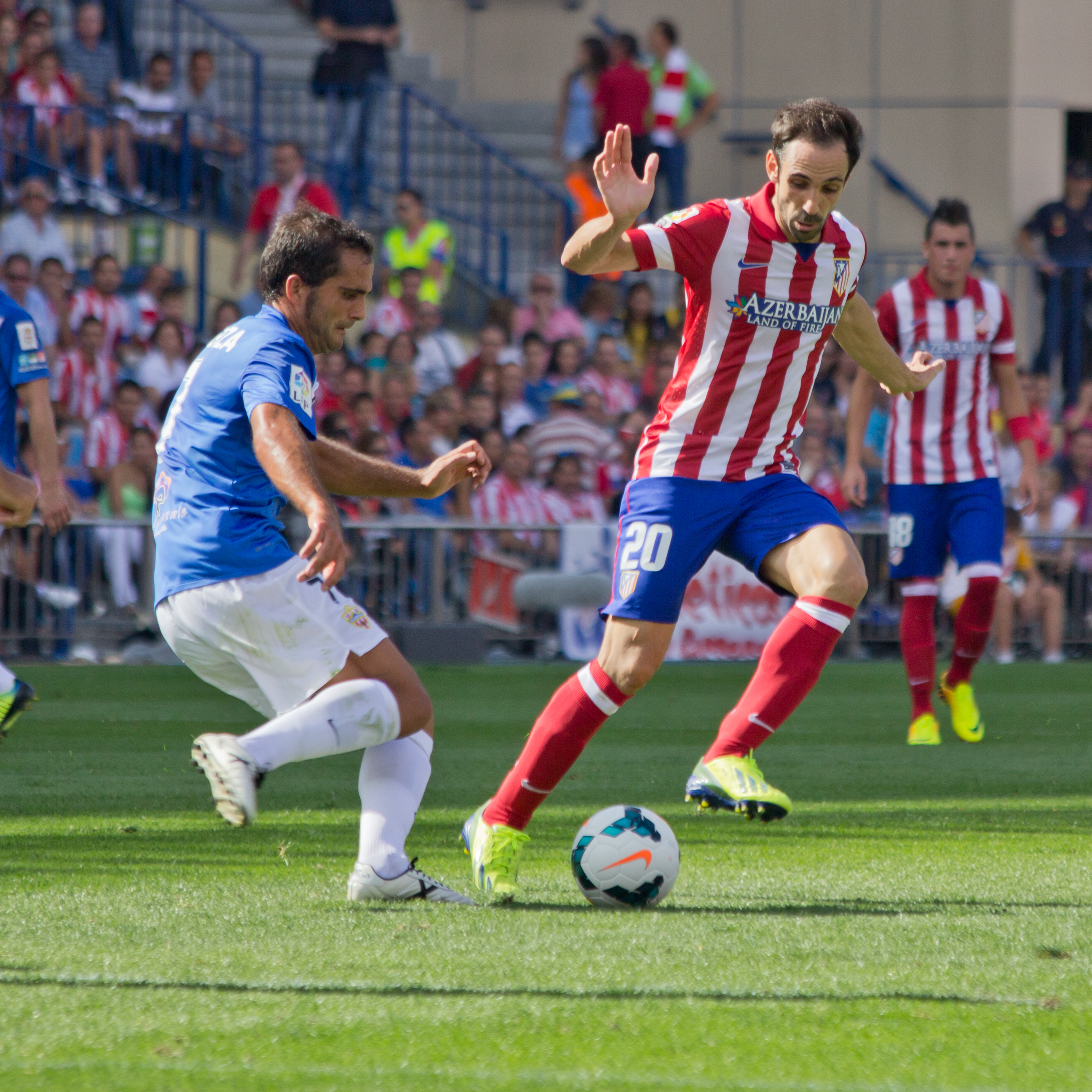
Juanfran lors d'un duel.

Concurrencé par le Croate Šime Vrsaljko, et n'ayant pourtant disputé que 17 matchs de Liga lors de la saison 2017-2018, Juanfran prolonge son contrat d'une année le 22 juin 2018.

#### São Paulo
Juanfran s'engage au club brésilien du São Paulo FC le 3 août 2019.
En février 2021, il quitte le club après avoir disputé 56 rencontres.

### Carrière en sélection nationale
Juanfran débute avec l'Espagne de Vicente del Bosque le 26 mai 2012 lors d'un match amical face à la Serbie. Le 3 juillet 2012, Juanfran remporte son premier titre international qui est l'Euro 2012 en finale contre l'Italie.
Membre d'une liste provisoire de 25 joueurs espagnols sélectionnés pour disputer l'Euro 2016, il fait partie de la liste définitive de 23 joueurs annoncée le 31 mai.

## Palmarès

### En club
Espanyol de Barcelone
- Vainqueur de la Coupe d'Espagne : 2006

 Atlético de Madrid
- Vainqueur de la Ligue Europa : 2012 et 2018
- Vainqueur de la Supercoupe UEFA : 2012 et 2018
- Champion de Liga : 2014
- Vainqueur de la Coupe du Roi : 2013
- Vainqueur de la Supercoupe d'Espagne : 2014
- Finaliste de la Ligue des champions en 2014 et 2016

 São Paulo FC
- Vainqueur du Championnat de São Paulo : 2021

### En sélection
Espagne
- Vainqueur du Championnat d'Europe de football : 2012
- Vainqueur du Championnat d'Europe des moins de 19 ans : 2004
- Finaliste de la Coupe du monde des moins de 20 ans : 2003

## Distinctions personnelles
- Membre de l'équipe type du Championnat d'Espagne en 2013, 2014 et 2016
- Membre de l'équipe type de la Ligue des champions en 2016